# Shimamoto: Mestre do Quadrinho Brasileiro
Shimamoto: Mestre do Quadrinho Brasileiro foi uma exposição de artes dedicada à vida e obra de Julio Shimamoto realizada em 2022 junto à terceira edição do evento Gibirama – Feira Goiana de Histórias em Quadrinhos.
Com curadoria de Márcia Deretti e Márcio Jr., da MMarte Produções, instituição responsável pelo Gibirama, a exposição foi apresentada na Vila Cultural Cora Coralina, em Goiânia, de 15 de setembro a 21 de novembro de 2022. Foram exibidas artes originais de Shimamoto, incluindo seu primeiro desenho, feito no início dos anos 1950. Também foram expostas páginas de quadrinhos, cartazes de cinema, peças publicitárias e diversas outras obras produzidas pelo artista.
A exposição foi realizada por meio do Fundo de Arte e Cultura de Goiás (FAC), com apoio do Governo de Goiás e Secretaria de Estado da Cultura (Secult). Em 2023, ganhou o 35º Troféu HQ Mix na categoria de melhor exposição.